# Nas
Насір бін Олу Дара Джонс (англ. Nasir bin Olu Dara Jones; [nɑːˈsɪər ˈd͡ʒoʊnz]; нар. 14 вересня 1973, Бруклін, Нью-Йорк, США), більш відомий як Нас (англ. Nas) — американський репер, автор пісень і актор. Nas випустив вісім платинових і мульти-платинових альбомів, було продано більше 25 мільйонів платівок по всьому світу. Nas має свій власний музичний лейбл (Ill Will Records), роздрібний магазин кросівок і журнальне видавництво. Його дебютний альбом Illmatic, випущений в 1994 році, отримав загальне визнання з боку критиків і хіп-хоп-спільноти.  Він співпрацював з багатьма великими артистами сучасності, про нього говорять як про людину, яка поміняла дуже багато в свідомості покоління реперів, які творять зараз.

## Біографія

### Раннє життя

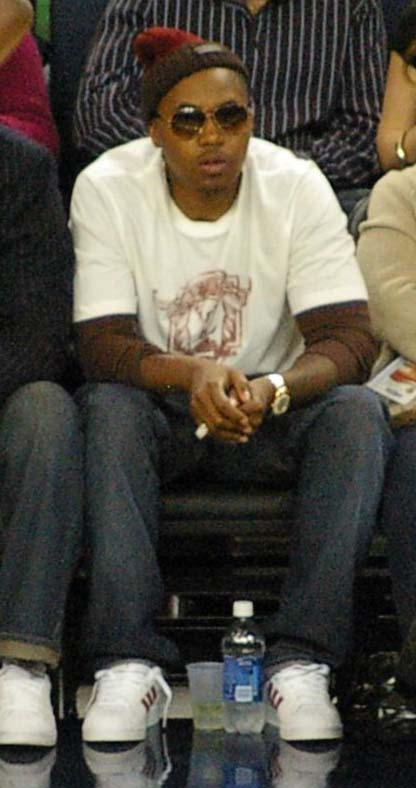
Nas

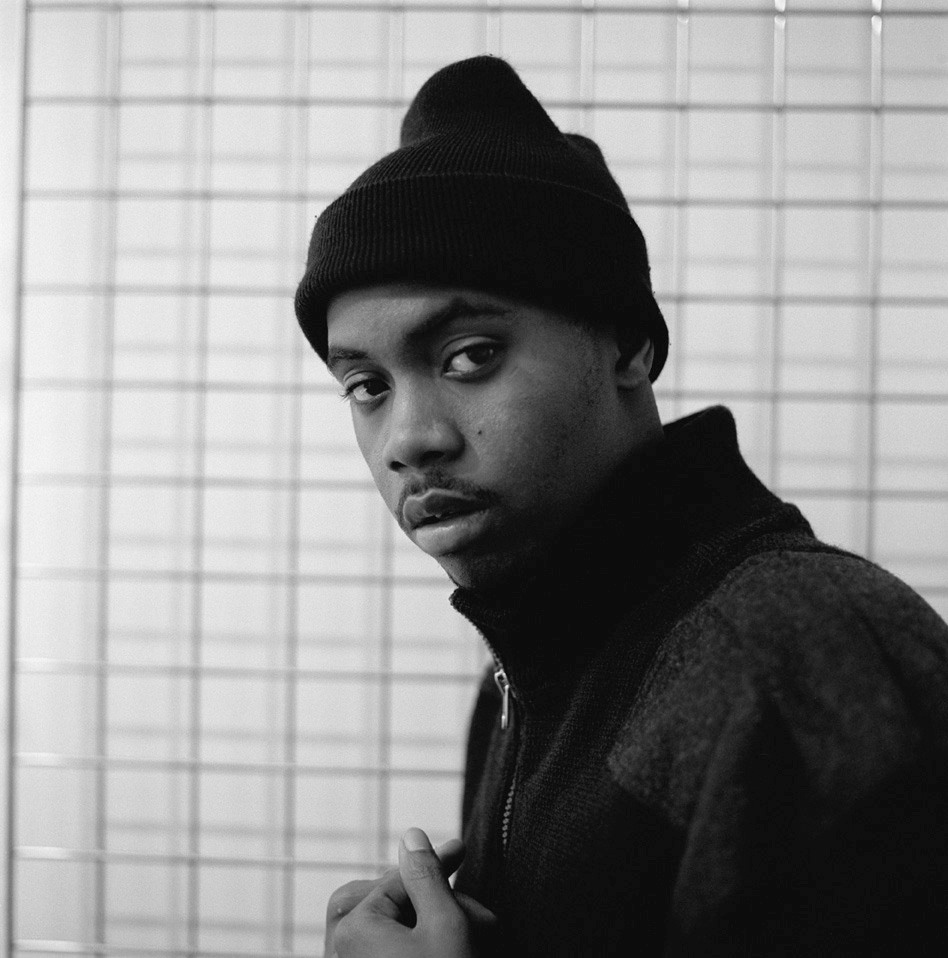
Нас у 1998 році

Насір бін Олу Дара Джонс народився 14 вересня 1973 року в Брукліні. Залишив навчання в школі в 9-му класі. Його сусід Віллі «Ill Will» Грем в дитинстві часто включав Насу хіп-хопові записи, так в 9-ти літньому віці відбулось знайомство Наса з хіп-хопом.

## Кар'єра

### Початок кар'єри
Наприкінці 80-х років ввійшов в склад команди Devastin Seven, одного із найкращих проєктів Куінсбріджа, який подарував хіп-хопу легендарних Juice Krew, Marley Marl, MC Shan, Kool G Rap, Біз Маркі, Big Daddy Kane і Craig G, як сольних хіп-хоп-виконавців. В 1989 році Нас знайомиться з Large Professor, продюсером Main Source, Eric B. & Rakim, Kool G Rap, Професор знайомить Насіра зі своєю групою, і його голос звучить в приспіві «Live At The BBQ» із класичного дебютного альбому Main Source «Breaking Atoms» 1990 року. Це стало чудовою рекламою і Nas почав виступати на вулицях Нью-Йорка, при цьому продаючи свій перший демо-запис в надії підписати професійний контракт.
23 травня 1992 року застрелили найкращого друга Насіра, людина яка познайомила його з хіп-хопом Віллі «Ill Will» Грема, а також був вбитий його молодший брат. Вбивство брата і найкращого друга підкосило волю Наса і він перестав займатись репом. Вбитий горем Нас так і не став би справжнім хіп-хоповим виконавцем, якби не учасник 3rd Bass, MC Serch. Серч був впевнений, що такий талановитий хлопець вже має контракт, але коли дізнався, що він збирається покинути реп, вважав своїм боргом врятувати талант. Серч негайно задіяв його вокал для свого наступного синглу «Back To The Grill» і записав разом з Насом і Large Professor-ом «Halftime» для саундтрека до фільму «Zebrahead» продюсером якого він був. Так в 1993 році Нас отримав контракт з продюсерською компанією Серча «Serchlite Music» і в наступному році став пріоритетним артистом для Columbia Records. Користуючись славою справжнього андерграундного генія, Нас тепер міг записувати свій дебютний альбом з будь-яким продюсером.

### Illmatic (1994)
Illmatic— це саме та платівка, яку називають, як одну із найулюбленіших і найважливіших майже всі сучасні артисти. Альбом вийшов у світ 19 квітня 1994 року. Коли Nas писав її, йому було всього 18 років. Хлопчина ще з незміцнілим голосом розказував про своє життя. Його слова описували взаємовідносини в рідному районі Куінсбрідж, торгівлю наркотиками, смерть, яка переслідувала молодь повсюди. Він нібито зазирав у вікна будинків і розказував побачені ним історії. Технічний флоу був покладений на магічну музику DJ Premier, Large Professor, Pete Rock і багатьох інших, і це стало саме тим еліксиром, який допоміг водночас подорослішати хіп-хопу. Журнал The Source назвав Illmatic кращим альбомом 1994 року. Це був «золотий час», коли світ насолоджувався музикою Wu-Tang Clan, Mobb Deep, 2Pac, The Notorious B.I.G., і Nas був далеко не останнім серед них. Прокинувся він майже через 3 роки. Саме стільки йому знадобилось, щоб записати другий альбом.

### It Was Written (1996)
It Was Written очікувався з нетерпінням. Платівка вийшла 2 липня 1996 року. Nas запросив попрацювати Dr. Dre, друзів Havoc і Prodigy, Фоксі Браун і багатьох інших. Альбом був дуже хороший, але головною проблемою було те, що він трішки поступався вже культовому Illmatic. Люди були розчаровані цим і Насіру потрібно було виправлятись.

### Nastradamus, I Am... та Stillmatic (1999-2001)
В 1999 Nas випустив зразу два альбоми. Запрошені продюсери, наприклад Timbaland та L.E.S., створюють зовсім нове звучання альбомів Nastradamus та I Am.... Серед запрошених артистів також найяскравіші на той час імена. Це і DMX, і Puff Daddy, і Алія, і Scarface… Люди протестують, вони хочуть нового Illmatic, не підозрюючи, що повторити це неможливо. Nastradamus зовсім не сприймався публікою. Найслабша праця репера примушує його повністю зупинитись і обдумати дане становище. І тоді він вирішує поступити наступним чином: хочете «Illmatic» — отримаєте Stillmatic. Платівка вийшла взимку 2001 року. Повернення до своєї спадщини вийшло у Nas доволі успішним: для багатьох ця пластинка залишається найкращою після класичного дебюту. Nas майже відмовився від запрошених артистів, обмежившись лише AZ і найближчими друзями з рідного лейблу, та співачками Mary J. Blige і Amerie. Він зробив альбом серйозним, соціально направленим і несамовито чудовим.

### God's Son (2002) і Street's Disciple (2004)
У наступному альбомі 2002 року God's Son пісні, присвячені померлій матері, перемішуються з розповідями про конфлікт з Jay-Z і роздумами про сучасний хіп-хоп. Ця робота була оцінена критиками вище всього, Nas купався в успіху його нового творіння. Тоді він вирішує зробити ще більш глибокий альбом. Так на світ з'явився Street's Disciple. Тяжка, десь навіть депресивна робота виявилась повністю протилежною попередньому релізу в тому плані, що була пропущена увагою слухачів. Nas сам говорив, що прекрасно розуміє, на що йде, але творчість була для нього на першому місці. «Золота» відмітка стала для Streets Disciple межею, за то вірні фани дуже тепло віднеслись до реліза. Цього не можна було сказати про випускаючий лейбл Columbia, які відмовились співпрацювати з артистом далі. В результаті Nas опинився на Def Jam, де заправляє його колишній недруг Jay-Z. Зараз всі протиріччя забуті, і Nas готується випускати свій найкращий альбом з часів «Illmatic». В його житті були щасливі моменти. Такі, як весілля з прекрасною співачкою Келіс. Були великі падіння. Такі, як проєкт The Firm, де брав участь сам Dr. Dre, і який виявився повним розчаруванням. Все це відображено в його творчості.

### Hip Hop Is Dead (2006)
Восени 2006 року публікується восьмий студійний і перший під егідою Def Jam Recordings альбом Насіра Hip Hop Is Dead. Основною темою альбому є «кризовий» стан хіп-хопу того часу. Продюсерами альбому стали will.i.am, Каньє Вест, Dr. Dre та багато інших. Також альбом містить спільний трек із Jay-Z. З часом Hip Hop Is Dead отримує платиновий сертифікат і висувається в номінацію за «Кращий хіп-хоп альбом року» на Греммі, але в результаті програє Graduation Каньє Веста.

### 2009 - теперішій час
На 51 церемонії вручення нагород «Греммі» Насір анонсував спільний альбом із реггі-музикантом Деміаном Марлі, молодшим сином легендарного Боба Марлі. За повідомленнями артистів, частина коштів, отриманих від продажу альбому, вирушать для будівництва шкіл в Африці. Потім Los Angeles Times повідомляє, що спільний проєкт Насіра та Деміана буде називатися Distant Relatives. Також Насір підтверджує факт роботи над десятим студійним альбомом.
Десятий студійний альбом Life Is Good головним чином розробляється продюсерами Salaam Remi та No I.D, а вийшов проєкт 13 липня 2012 року. Насір назвав Life Is Good «чарівним моментом» усієї своєї хіп-хоп-кар'єри.
В 2018 після тривалої перерви Насір випускає свій дванадцятий альбом Nasir, а в 2020 і 2021 роках випустив King's Disease і King's Disease II відповідно. Альбом King's Disease отримав премію «Греммі» за найкращий реп-альбом на 63-й щорічній церемонії вручення премії «Греммі», ставши першою «Греммі» для Наса.
24 грудня 2021 року Nas випустив свій п'ятнадцятий студійний альбом Magic. Це його третій альбом, виконавчим продюсером якого виступає Hit-Boy, і включає гостьові появи ASAP Rocky та DJ Premier.

## Дискографія

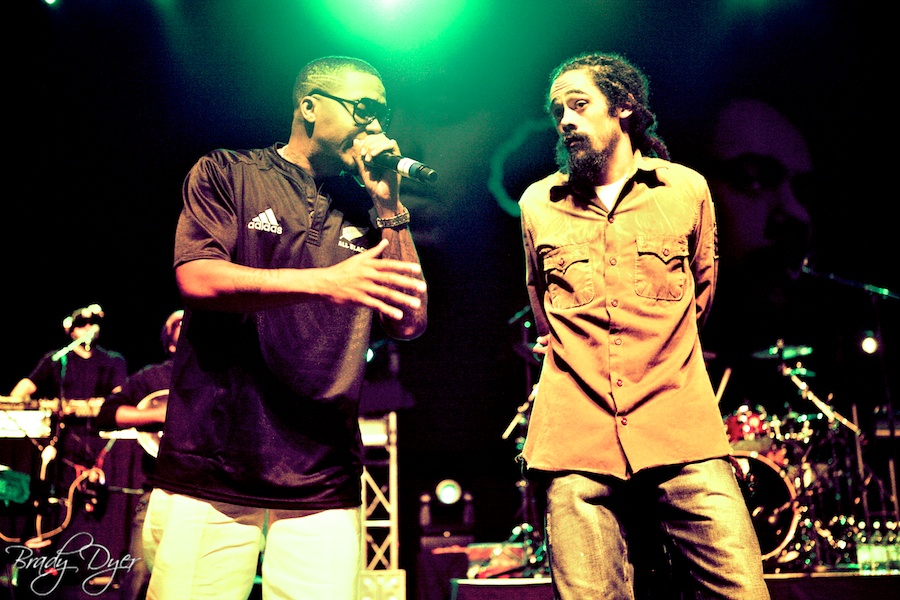
Nas з Деміан Марлі

| Альбоми                                    | Рік  |
| ------------------------------------------ | ---- |
| Illmatic                                   | 1994 |
| It Was Written                             | 1996 |
| I Am...                                    | 1999 |
| Nastradamus                                | 1999 |
| Stillmatic                                 | 2001 |
| God's Son                                  | 2002 |
| Street's Disciple                          | 2004 |
| Hip Hop Is Dead                            | 2006 |
| Untitled                                   | 2008 |
| Life Is Good                               | 2012 |
| Nasir                                      | 2018 |
| King's Disease                             | 2020 |
| King's Disease II                          | 2021 |
| Спільні альбоми                            | Рік  |
| QB's Finest (спільно з різними артистами)  | 2000 |
| Distant Relatives (спільно з Деміан Марлі) | 2010 |
| Компіляції                                 | Рік  |
| From Illmatic to Stillmatic: The Remixes   | 2002 |
| The Lost Tapes                             | 2002 |
| Greatest Hits                              | 2007 |
| The Lost Tapes: vol.2                      | 2011 |
| Альбоми The Firm                           | Рік  |
| The Firm: The Album                        | 1997 |

## Фільмографія
| Рік  | Фільм               | Роль                               |
| ---- | ------------------- | ---------------------------------- |
| 1998 | Belly               | Sincere                            |
| 1999 | In Too Deep         | Drug Dealer (в титрах не вказаний) |
| 2001 | Ticker              | Det. Art «Fuzzy» Rice              |
| 2001 | Sacred is the Flesh | Isa Paige                          |
| 2010 | Hawaii Five-0       | Gordon Smith                       |
| 2013 | Black Nativity      | Prophet Isaiah                     |